# Apis cerana
Espèce
Répartition géographique
L'abeille asiatique (Apis cerana) est une espèce d'insectes de la famille des Apidés.

## Description

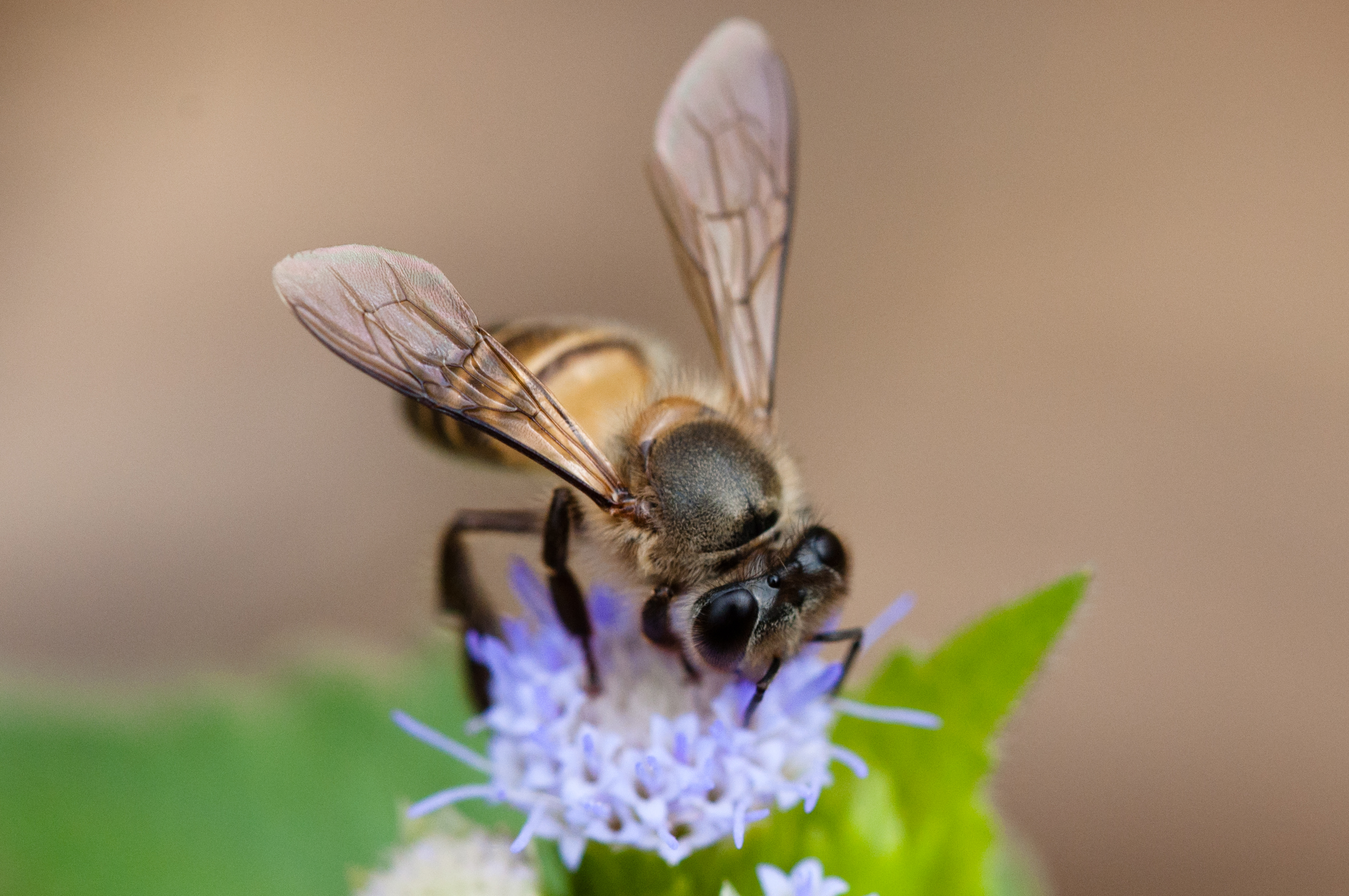
Abeille asiatique du parc national de Khao Yai (Thaïlande).

Elle se différencie de l'abeille commune par une taille légèrement plus petite et des bandes abdominales plus proéminentes.

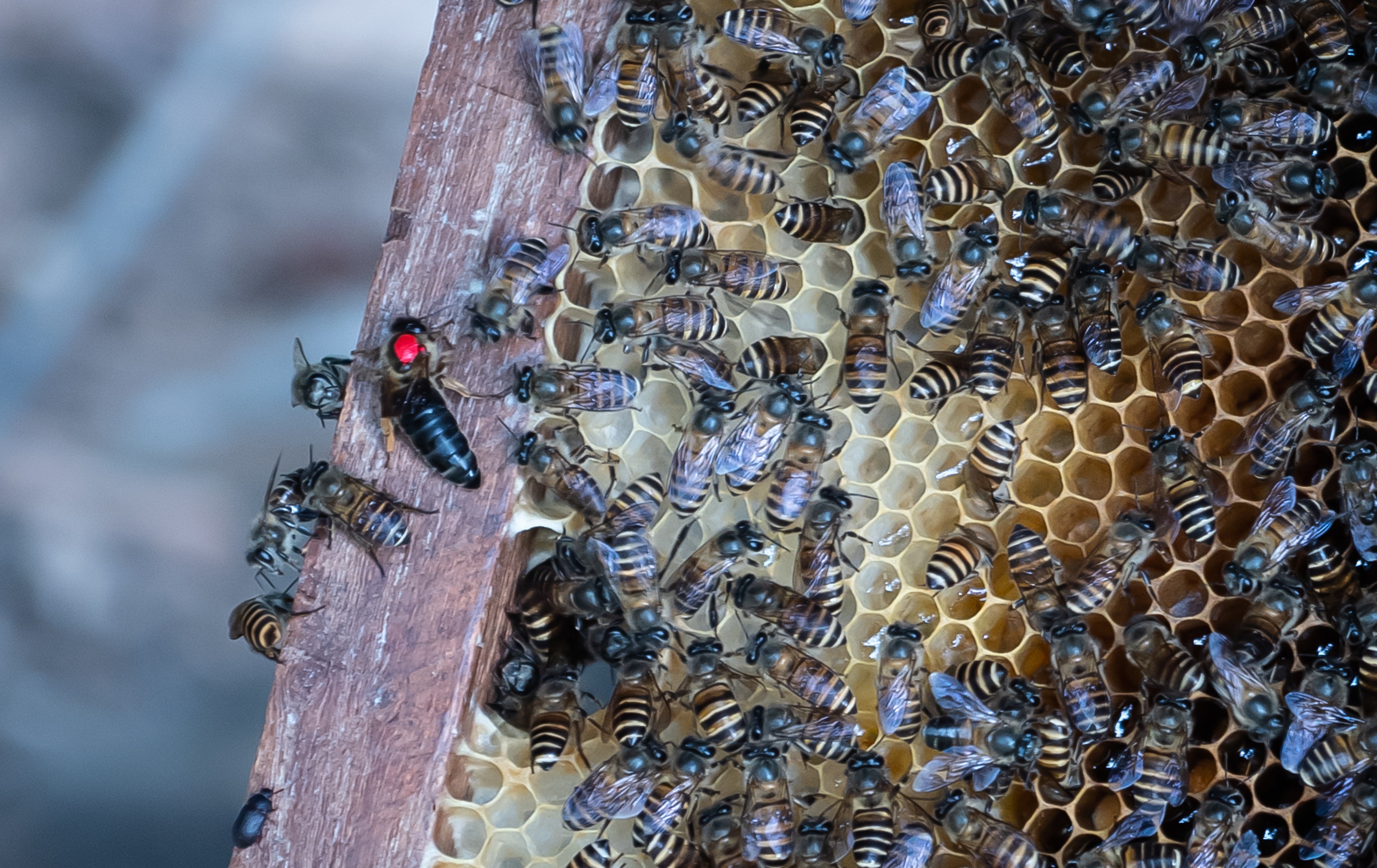
Abeilles Apis cerana, ouvrières et reine (marquée d'un point rouge), près de Chiang Mai, Thaïlande

## Aire de répartition
Elles se répartissent à travers des zones de forêt humide, steppe, savane, prairie, taïga et forêt secondaire de l'Asie.

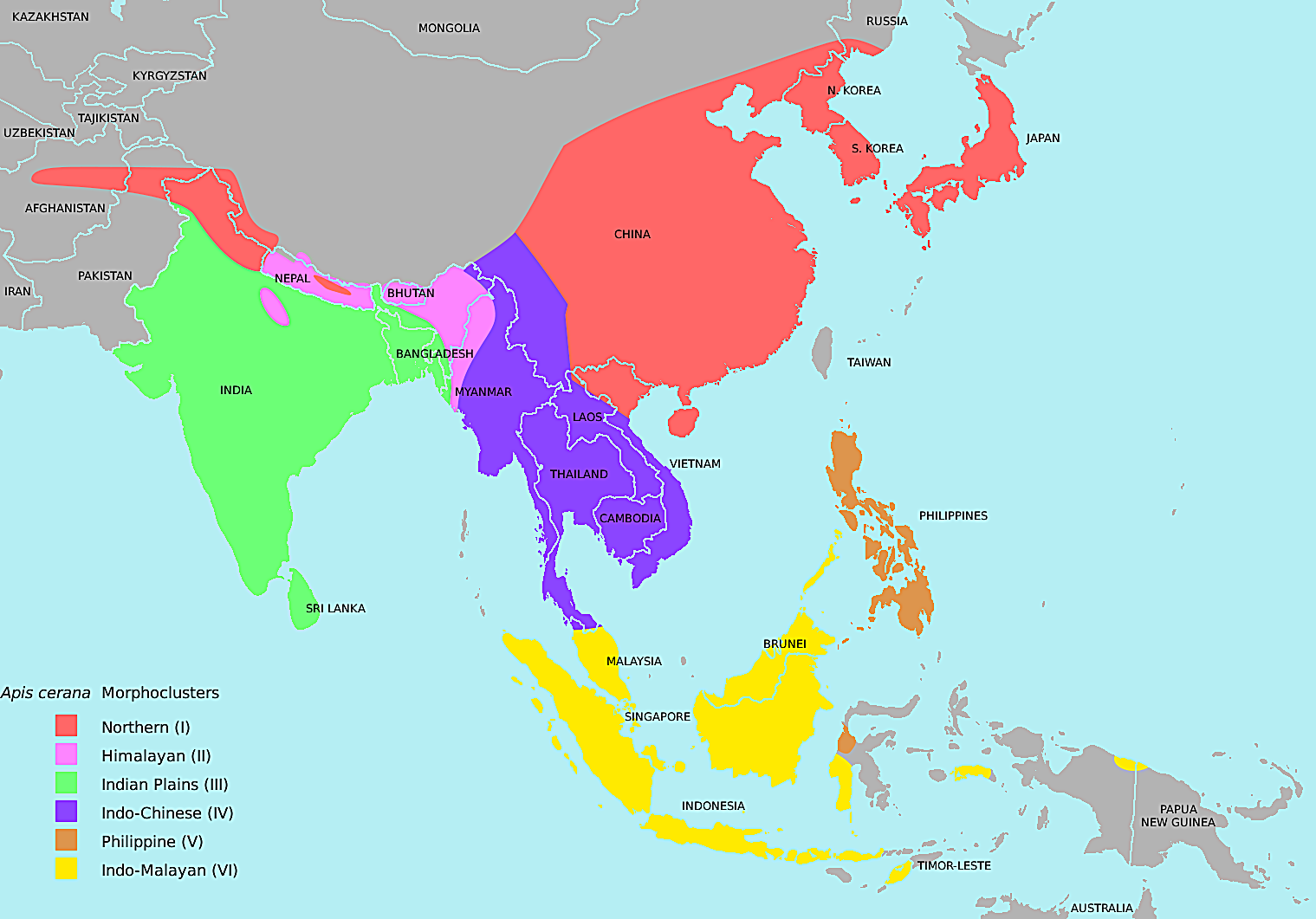
Répartition de l'abeille asiatique

## Ennemis naturels
Apis cerana est l'hôte naturel de l'acarien parasite Varroa destructor et de la maladie fongique Nosema ceranae. Apis cerana a adapté son comportement et vit en équilibre avec le parasite alors que l'abeille domestique européenne Apis mellifera est très sensible à ces deux ravageurs.
L'espèce japonaise Apis cerana japonica a la particularité de se défendre contre des attaques du frelon asiatique (Vespa velutina) et du frelon géant (Vespa mandarinia). Les abeilles forment une boule compacte autour de l'indésirable, puis font vibrer les muscles de leurs ailes. La chaleur produite tue le frelon, sa température létale étant légèrement inférieure à celle de l'abeille,,. Cette méthode de défense est appelée défense par hyperthermie,.

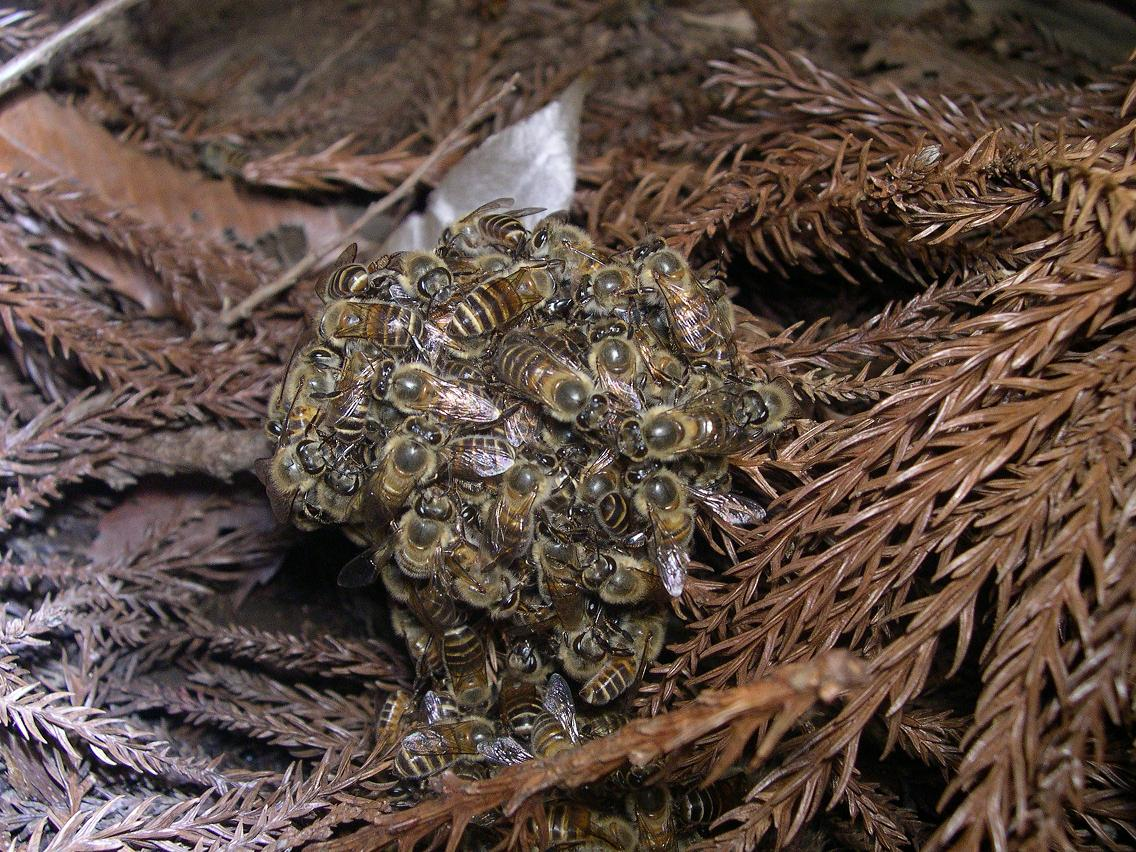
Abeilles asiatiques japonaises formant une « boule d'abeilles » dans laquelle deux frelons (Vespa simillima xanthoptera) sont englués et chauffés (défense par hyperthermie). Yokohama (Japon).

## Religion et culture
Brahma exauce le vœu du sadhu qui décide par la suite de monter tous les sadhus ou sages contre les dieux et ainsi régner en maître sur les trois mondes. Les dieux désespérés organisèrent plusieurs réunions pour trouver une idée avant que l’impensable se produise : lors d'une de ses réunions, une belle voix annonça aux dieux de ne pas s'inquiéter et que le problème serait résolu par la personne la moins vénérée la plus oubliée. 
Quelques jours plus tard, une déesse apparut en plein rendez-vous, elle était belle et brillait comme le Soleil, elle était parée des bijoux les plus beaux, elle paraissait bienveillante, elle était recouverte de collier de fleur, des abeilles et autres pollinisateurs tournaient autour d'elle. Les dieux demandèrent qui elle était, la déesse répondit qu'elle était une incarnation de la Devî, les dieux décidèrent de l'appeler Brahmari Devi (Brahmari Devi signifie « La Déesse aux abeilles » en sanskrit).
De ses mains sortirent d'innombrables abeilles et frelons qui recouvrirent la terre entière, le ciel en était couvert et la terre était sous les ténèbres, les montagnes, les forêts, les vallées, les prairies et les plaines en furent recouverts. Plus aucun endroit sur terre eût vue dégagé du ciel. Toute cette armée se dirigea sur l'armée de sadhus et les tua jusqu'aux derniers.

## Sous-espèces
- Apis cerana cerana (Fabricius)
- Apis cerana japonica (Radoszkowski)
- Apis cerana nuluensis (Tingek, Koeniger & Koeniger)
- Apis cerana heimifeng (Engel)
- Apis cerana javana (Enderlein)
- Apis cerana skorikovi (Engel)
- Apis cerana indica (Fabricius)
- Apis cerana johni (Skorikov)